# Otto Prase
Andreas Emil Otto Prase (* 29. Dezember 1874 in Heringen; † 25. Juni 1956 in Lößnitz) war ein deutscher Malermeister, welcher sich besonders im Bereich der Farbenlehre einen Namen machte.

## Leben
Otto Prase wuchs in Rudolstadt auf und erhielt dort eine Ausbildung bei seinem Onkel, dem Dekorationsmaler Alfred Prase. Von 1892 bis 1897 ging er als Malergehilfe auf Wanderschaft, 1897 wurde er erster Gehilfe des Obermeisters in Ilmenau. Dort legte er auch seine Meisterprüfung ab. 1910 wurde in der deutschen Malerzeitung Die Mappe sein Beitrag Grundzüge einer Farbtonordnung und Benennung in einer auf mehrere Ausgaben verteilten Folge veröffentlicht.
Er bewarb sich bei dem Farbkartenhersteller Paul Baumann (1869–1961) in Aue und trat 1911 in sein Unternehmen ein. Mit ihm gemeinsam gab er im Jahr 1912 ein Ordnungssystem mit 1300 Mustern heraus. Dieses Werk "Baumanns neue Farbentonkarte (System Prase)" enthielt genaue Rezepturen für die Pigmentmischung und erhielt daher auf Messen in Leipzig und Dresden höchste Auszeichnungen. Sie wurden in einer vom Deutschen Werkbund bei Paul Krais in Auftrag gegebenen Untersuchung zur industriellen Verwendbarkeit als das beste verfügbare Werkzeug für diese Zwecke für Industrie, Gewerbe und Handwerk beurteilt und noch Jahre später in vielen Auflagen gedruckt. Bis zum Beginn des Ersten Weltkrieges arbeitete Prase als Provisionsreisender für Baumann. Im Frühsommer 1915 tauschte Prase bei einem Zusammentreffen mit Wilhelm Ostwald in Großbothen bei Leipzig eine Idee zur Anordnung der Farben in einem Dreieck aus, es kam aber nicht zu einer in Aussicht genommenen Zusammenarbeit. Ostwald veröffentlichte seine Farbanordnung 1917 in der Farbenfibel, Vorleistungen von Prase in Form seiner Farbtonkarten finden darin keine Erwähnung.
1917 lernte Prase im Ersatzbataillon in Leipzig August Kirschmann, Wilhelm Wundts Assistenten, kennen und erhielt damit Zugang zu grundlegenden Werken der Farbenlehre in der Universitätsbibliothek Leipzig. Damit konnte er den Tausendteiligen Farbwürfel entwickeln, ein auf den drei Grundfarben basierendes neues System, dessen wesentliche Gedanken als Dreifarbenwürfel zur Farbenanalyse des Dreifarbendruckes er 1923 in der deutschen Malerzeitung Die Mappe unter dem Titel Farbenmessungen und Farbenordnungen in mehreren Folgen veröffentlichte. Das System ist durch drei Grundfarben Rot, Gelb und Blau gekennzeichnet, deren jeweilige Intensität in einer Ziffer zwischen 0 und 9 ausgedrückt wird. Die Kombination der drei Grundfarben in einer dreistelligen Zahl, in der jede Stelle einer bestimmten Grundfarbe zugeordnet ist, repräsentiert also einen bestimmten Farbton, so steht z. B. 999 als Kombination der drei Grundfarben Blau, Gelb und Rot in jeweils voller Intensität für den Farbton Schwarz, 333 stellt mit einer geringeren Sättigung ein helles Grau dar, 909 als Kombination von Gelb und Blau in jeweils voller Intensität für den Farbton Grün.
1922/23 veröffentlichte Prase gemeinsam mit Baumann einen neu entwickelten Farbenatlas und Farbenfächer. Die zweite Auflage der Farbtonkarte-System Prase 1928 glänzte dabei mit zwölf Bronzetönen sowie einigen textlichen Verbesserungen. Insgesamt enthielt sie jetzt 1359 Farbtöne. Um 1933 machte er sich in Lößnitz mit einem Gewerbebetrieb zur Herstellung und Vertrieb u. a. von Malerbedarf und Farbkarten für Maler und Kunsthandwerk selbständig.
Außerdem legte er mit seinen Arbeiten den Grundstein für die späteren Ausarbeitungen eines Farbenwürfels für die heute gebräuchlichen Druckfarbensysteme von Hickethier und Küppers. Seine dezimal gegliederten Zahlenwerten für die verschiedenen Farbanteile sind auch heute im digitalen Zeitalter wichtige Säulen der RGB- und CYMK-Farbpaletten.
Zwischen 1944 und 1946 veröffentlichte er im Eigenverlag die Skizze eines tausendteiligen Farbenwürfels und UNIFAKA – Vorschläge und Versuche zu einer Universal-Farbtonkarte auf Grund von Farbkreiselmessungen ausgeführt mit Nagrafarben. 1954 entstanden Teile einer unveröffentlicht gebliebenen Biographie unter dem Titel Aus den Lebenserinnerungen eines alten Malermeisters. Ein Teil seines Nachlasses befindet sich in der Sammlung Farbenlehre der Technischen Universität Dresden. Anlässlich seines 50. Todestag veranstaltete die TU Dresden eine Ausstellung zu seinen besonderen Werken. 2012 jährte sich zum einhundertsten Male die Veröffentlichung der Baumann-Prase-Farbtonkarte. In Vorträgen, zwei Ausstellungen und einem Symposium erinnerte die Sammlung Farbenlehre der TU Dresden an die Entstehungs- und Wirkungsgeschichte der legendären Farbtonkarte von Paul Baumann und Otto Prase.

## Werke (Auswahl)
- Farbenskalen und Farbenbezeichnungen, Grundzüge einer Farbtonordnung und Benennung, in: Die Mappe, Deutsche Malerzeitung, Band 30, Hefte 18–22, 1910.
- Baumanns neue Farbentonkarte System Prase (1359 Farben), Verlag P. Baumann, Aue/Sachsen, 1. Ausgabe 1912, 2. verbesserte Auflage 1928, weitere Auflagen im Zeitraum 1930 bis 1946 (u. a. Neue Ausgabe 1937 bei der DNB).
- Neuer Farbenatlas, 680 handgestrichene Farbtöne aufgrund achtgliedriger Trigonalreihe, 1922.
- Farbenfächer, Farbenrad, farbtongleiche Pyramiden, Sächsischer Malertag, Pirna, 1923.
  - veröffentlicht unter Paul Baumann: Der Schlüssel zur Farben-Harmonie: Neuer Farbenatlas in Karteiform u. Farbenfächer, Verlag Baumann, Aue/Sachsen, 1922.
- Farbenmessung und Farbenordnung, in: Die Mappe, Band 43, Hefte 31–34, 1923.
- Experimentalstudien zur Farbenlehre, Eigenverlag, Lößnitz (Erzgebirge), 1941–1946, darin
  - Teil 1: Farbenpyramide frei nach Becke, 1941.
  - Teil 2: Farbenwürfel frei nach Becke, 1941.
  - Teil 3: "Unifaka", Vorschläge und Versuche zu einer Universal-Farbtonkarte, 1944/1946.
  - Teil 4: Der tausendteilige Farbwürfel, 1945.